# Giełda Papierów Wartościowych Islandii
Giełda Papierów Wartościowych Islandii (ang. Iceland Stock Exchange) – giełda papierów wartościowych zlokalizowana w Rejkiawiku, stolicy Islandii. Powstała w 1985 roku.